# Echiniscoides sigismundi
Echiniscoides sigismundi är en djurart som tillhör fylumet trögkrypare, och som först beskrevs av M. Schultze 1865. Enligt Catalogue of Life ingår Echiniscoides sigismundi i släktet Echiniscoides och familjen Echiniscoididae, men enligt Dyntaxa är tillhörigheten istället släktet Echiniscoides och familjen Echiniscidae. Arten är reproducerande i Sverige.

## Underarter
Arten delas in i följande underarter:
- E. s. sigismundi
- E. s. groenlandicus
- E. s. galliensis
- E. s. hispaniensis
- E. s. mediterranicus
- E. s. polynesiensis
- E. s. porphyrae
- E. s. verrucariae